# 无穷远点
无穷远点，又称为理想点，是一个加在实数轴上后得到实射影直线{\displaystyle \mathbb {R} P^{1}}的点。实射影直线与扩展的实数轴不是一样的，扩展的实数轴有两个不同的无穷远点。
无穷远点也可以加在复平面{\displaystyle \mathbb {C} ^{1}}上，于是把它变成一个闭曲面，称为黎曼球面{\displaystyle \mathbb {C} P^{1}}。（把球面穿一个孔，并把所得到的边拉开来，便得到一个平面；相反的过程便把复平面变为{\displaystyle \mathbb {C} P^{1}}：在平面外加上一个点，并把平面向这个点包起来，便得到球面。）
这个结构可以推广到任何拓扑空间。所得到的空间称为原空间的单点紧化。因此，圆形是直线的单点紧化，而球面则是平面的单点紧化。
现在考虑实射影平面{\displaystyle \mathbb {R} P^{2}}上的一对平行直线。由于这对直线是平行的，因此它们相交于无穷远点，这个点位于{\displaystyle \mathbb {R} P^{2}}的无穷远直线上。更进一步，这两条直线都{\displaystyle \mathbb {R} P^{2}}上的射影直线：每一条都有自己的无穷远点。当一对射影直线平行时，它们相交于它们公共的无穷远点。